# 牧之原市相良総合センター
牧之原市相良総合センター（まきのはらしさがらそうごうセンター）は、静岡県牧之原市にある文化施設である。通称い〜ら。

## 概要
- ホール - 客席500席（うち車いす対応14席）
- 会議室
- 和室

## アクセス
- 東名高速道路相良牧之原インターチェンジより、金谷御前崎連絡道路経由で車で20分。
- しずてつジャストライン101特急静岡相良線・藤枝相良線 「相良本通」下車、徒歩10分。
- 御前崎市・牧之原市自主運行バス相良御前崎線・相良浜岡線 「相良本通」下車、徒歩10分。
- 菊川市・島田市・牧之原市自主運行バス萩間線 「相良本通」下車、徒歩10分。
- 駐車場（無料）

## その他
- グッドデザインアワード2008受賞。